# Мемак
Мема́к (фр. Meymac, окс. Maismac) — коммуна во Франции, находится в регионе Лимузен. Департамент — Коррез. Административный центр кантона Мемак. Округ коммуны — Юссель.
Код INSEE коммуны — 19136.
Коммуна расположена приблизительно в 370 км к югу от Парижа, в 80 км юго-восточнее Лиможа, в 45 км к северо-востоку от Тюля.

## Население
Население коммуны на 2008 год составляло 2625 человек.
| 1962 | 1968 | 1975 | 1982 | 1990 | 1999 | 2008 |
| ---- | ---- | ---- | ---- | ---- | ---- | ---- |
| 2411 | 2410 | 2434 | 2523 | 2796 | 2623 | 2625 |

## Экономика
В 2007 году среди 1613 человек в трудоспособном возрасте (15-64 лет) 1022 были экономически активными, 591 — неактивными (показатель активности — 63,4 %, в 1999 году было 68,6 %). Из 1022 активных работали 941 человек (514 мужчин и 427 женщин), безработных было 81 (42 мужчины и 39 женщин). Среди 591 неактивных 274 человека были учениками или студентами, 143 — пенсионерами, 174 были неактивными по другим причинам.

## Достопримечательности
- Крытый рынок (1597 год). Памятник истории с 1987 года[3]
- Монастырская церковь Сент-Андре-э-Сен-Леже (XI—XII века). Памятник истории с 1840 года[4]
- Крест, расположенный на церковной площади (XII век). Памятник истории с 1925 года[5]
- Бывший монастырь Сент-Андре[фр.] (XVII век). Памятник истории с 1983 года[6]

## Города-побратимы
- Хофхайм (Германия)

## Фотогалерея

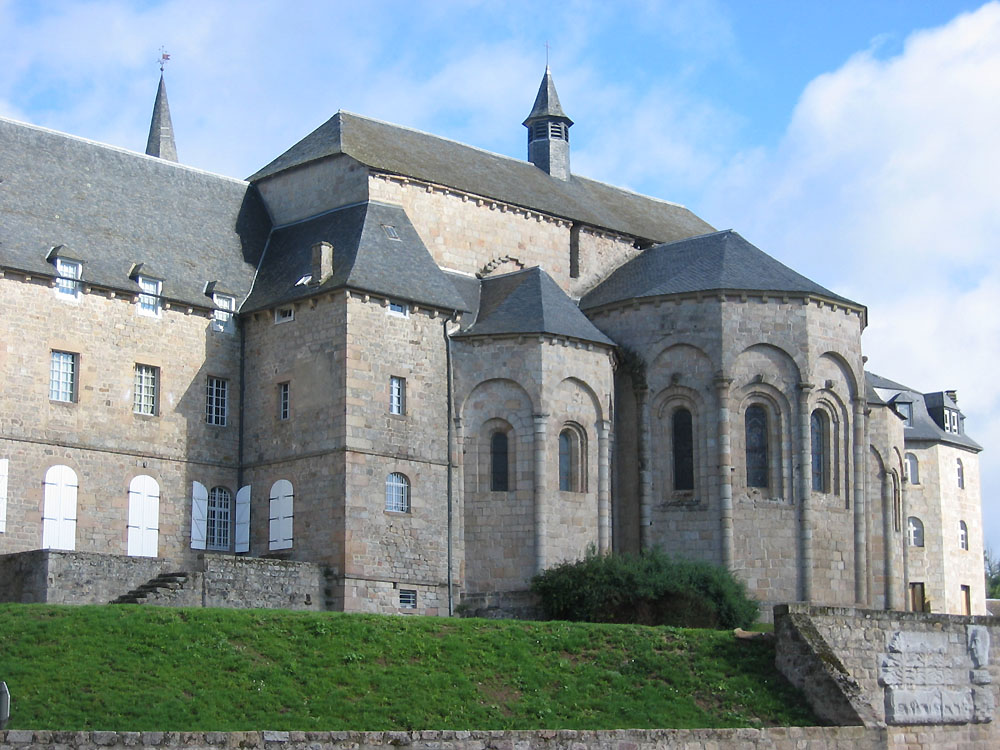
Монастырь Сент-Андре
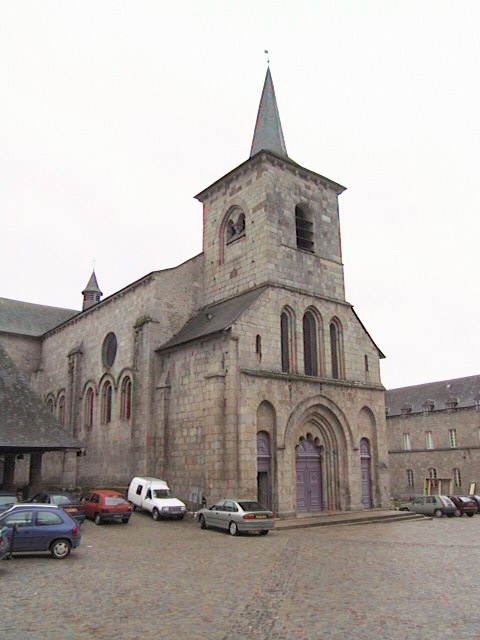
Церковь Сент-Андре-э-Сен-Леже
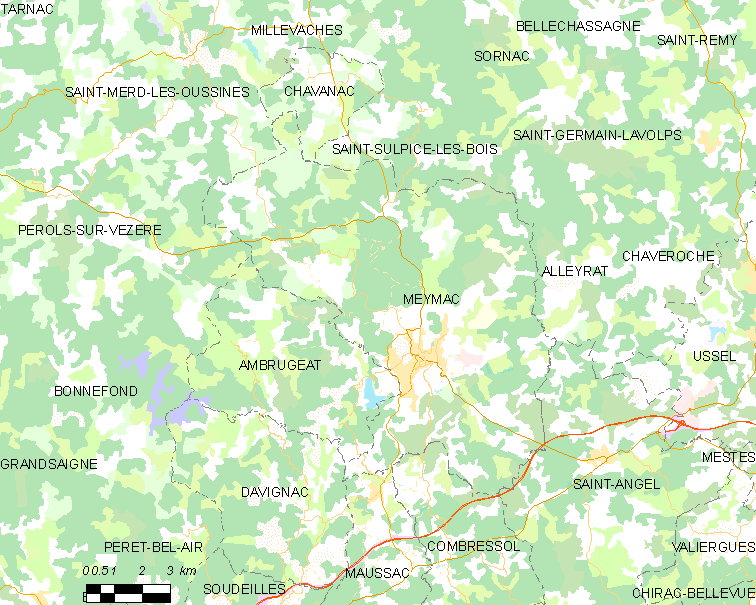
Карта коммуны